# Eugen Steimle
Eugen Steimle né le 8 décembre 1909 à Neubulach, mort le 6 octobre 1987 à Ravensburg est un officier SS-Standartenführer. Il commanda le Sonderkommando 7a et l'Einsatzkommando 4a au sein des Einsatzgruppen.

## Carrière
Il étudie l'histoire et les langues à l'Université de Tübingen.
Il adhère au parti nazi en 1932 puis au Nationalsozialistischer Deutscher Studentenbund (NSSTB) où il se consacre à l'assistance des étudiants volkdeutsche de la région des Sudètes. Il entre dans la Schutzstaffel puis intègre le SD en 1935 sur l'instigation du chef de la NSSTB Gustav Adolf Scheel. Il dirige le bureau du SD à Stuttgart.
De septembre à décembre 1941 il succède à Walter Blume comme chef du Sonderkommando 7a au sein de l'Einsatzgruppe B dirigé par Arthur Nebe puis d’août 1942 à janvier 1943 il remplace Erwin Weinmann à la tête du l'Einsatzkommando 4a au sein de l'Einsatzgruppe C dirigé par Otto Rasch. Il est ensuite nommé en 1943 chef du bureau VIb (Zone germano-italienne) du département SD-Ausland du RSHA à Berlin.
Il est arrêté par les Alliés en 1945. Il est jugé en 1947 dans le cadre du Procès des Einsatzgruppen. Il est condamné à mort en 1948. Sa peine est commuée à vingt ans de prison par la Commission de clémence. Il est libéré de la prison de Landsberg en juin 1954 puis il enseigne l'allemand et l'histoire à Wilhelmsdorf. Il y meurt le 6 octobre 1987.